# Rubens Peniche
Rubens Cardoso Peniche (Santos, 19 de abril de 1921 – São Paulo, 9 de maio de 2005) foi um cantor e compositor brasileiro, que durante as décadas de 1940 e 1950, gravou pelo menos 22 discos, além de contabilizar sucessos como "Pique Será"; "Silêncio"; "Não Te Posso Querer"; e "Japonesa". Usou o pseudônimo Valtenir Pinto durante a carreira de compositor.